# Lundskog

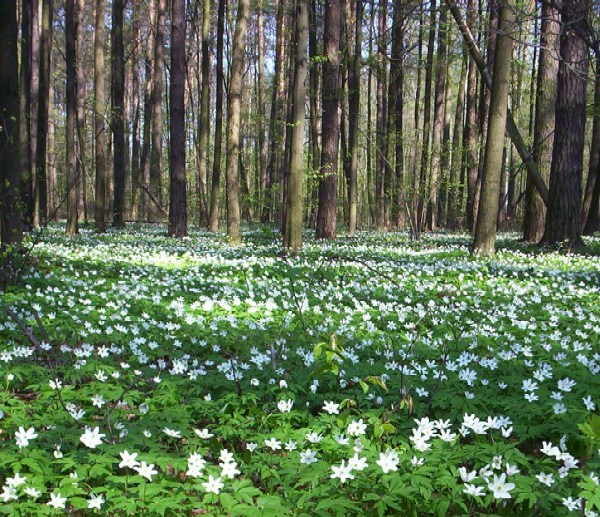
Lundskog på frisk (se artikeltexten) mark i Polen, med ett fältskikt som domineras av vitsippor.

Lundskog är skog på brunjord vars översta markskikt består av mull. Trädskiktet domineras i allmänhet av lövträd, men kan också bestå av barrträd, oftast gran. Lundskog (lehtometsä) och moskog (kangasmetsä) är de två huvudtyperna i den finländska skogstypslära som utvecklades av A.K. Cajander. I den  skogstypsklassificering som används inom skogsnäringen i Sverige motsvaras lundskogen av lövträdsdominerade lågörttyper och högörttyper. Botaniker kan i stället tala om ängsskogar.

## Förekomst i Finland
I sydvästra Finland och i Insjöfinland fanns ursprungligen ganska stora arealer lundskog, men merparten har genom historien omvandlats till åker. Idag är ungefär 1 % av skogsmarken i södra Finland lundskog. Norröver är lundskogen ännu ovanligare och förekommer främst i mindre bestånd på platser där marken är bördig eller lokalklimatet gynnsamt, exempelvis i bäckraviner, längs vattendrag och i trakter där marken innehåller kalksten eller andra basiska bergarter.

## Indelning
Lundarna indelas utifrån markfuktigheten i tre olika skogstyper: torra, friska och fuktiga lundar. Dessa delas i sin tur in i undertyper efter näringstillgången. Varje undertyp har sina särskilda typväxter som skiljer sig åt mellan olika delar av Finland.

### Torra lundar
Torra lundar (kuivat lehdot) är den typ av lund som är sällsyntast i Finland. De förekommer främst i sydvästra Finland inom områden med basisk berggrund, men också sparsamt inom kalkområden i norra Finland. Typiska lägen är solexponerade, steniga sluttningar. I sydvästra Finland är vårtbjörk, tall och asp de vanligaste trädslagen. I fältskiktet förekommer örter som liljekonvalj, smultron, stenbär, violer och skogsnäva.

### Friska lundar
Friska lundar (tuoreet lehdot) förekommer på riktigt bördig mark över hela Finland, dock främst i den sydvästra delen. Trädskiktet domineras vanligen av gran med inslag av vårtbjörk och asp. I fältskiktet växer bland annat harsyra, ekorrbär, blåsippa, ormbär och skogsnäva.

### Fuktiga lundar
Fuktiga lundar (kosteat lehdot) förekommer över hela Finland, främst i bäckraviner och kring källor. En del typer är ormbunksrika med förekomst av exempelvis nordbräken, majbräken, strutbräken eller ryssbräken, medan andra är örtrika.